# Hyperomyzus carduellinus
Hyperomyzus carduellinus är en insektsart som först beskrevs av Theobald 1915.  Hyperomyzus carduellinus ingår i släktet Hyperomyzus och familjen långrörsbladlöss. Inga underarter finns listade i Catalogue of Life.